# Flics et Voyous
Flics et Voyous (Cops and Robbers) est un film américain réalisé par Aram Avakian, sorti en 1973.

## Fiche technique
- Titre : Flics et Voyous
- Titre original : Cops and Robbers
- Réalisation : Aram Avakian
- Scénario : Donald E. Westlake d'après son roman
- Photographie : David L. Quaid
- Montage : Barry Malkin
- Musique : Michel Legrand
- Production : Elliott Kastner
- Pays de production : États-Unis
- Format : Couleurs - 35 mm - 1,33:1 - son mono
- Genre : comédie policière
- Durée : 89 minutes
- Date de sortie : 
  - États-Unis : 17 août 1973
  - France : 10 juillet 1974

## Distribution
- Cliff Gorman : Tom
- Joseph Bologna : Joe
- Charlene Dallas : la secrétaire
- James Ferguson : l'employé du marchand d'alcool
- Frances Foster : la fille blessée
- Gayle Gorman : Mary
- Walt Gorney : Wino
- Martin Kove : le gardien d'ambulance
- Joe Spinell : Marty
- Dolph Sweet : George
- Richard Ward : Paul Jones
- Albert Henderson : le policier
- Lane Smith : l'auteur